# Thorgils Sprakeleg
Thorgils Sprakeleg var en dansk-skånsk (alternative bud er svensk eller engelsk) navnkundig stormand, vikingehøvding eller jarl, der levede på Svend Tveskægs tid. Han var far til Ulf jarl og dermed farfar til Svend Estridsen.

## Navn
Navnet er blevet afledt af det norrøne Þórgísl. Han er i nyere tid kaldt Thrugils, Torgils, Torgisl, Thorgil, Thorkel, Torkel og Turgis, mens tilnavnet Sprakeleg også findes i formerne: Sprakalegg, Sprakelæg, Spragelæg, Sprageleg, Sprakaleg, Sprakalägg, Sprakling og en række andre varianter.
På svensk Torgils Sprakalägg og på engelsk ses til tider formen Thorgil Sprakling. Nogle gange også kaldet Torkel Styrbjörnsson (baseret på uhistoriske formodninger om et slægtskab til den svenske tronprætendent Styrbjörn).
I knytlingesaga kaldes han også "den hurtige".

## Levned og ophav
Hvad angår navnkundigheden, så reflekteres den navnlig i Thorgils' kendte børns status og position, men ingen konkrete historier om Thorgils' liv synes overleveret. Saxo skriver dog denne lille karakteristik om Thorgils, at han "afveg ikke på noget punkt fra sin fars mod og mandighed". Thorgils må antages stadig at have været i live omkring år 997, det år det almindeligvis skønnes, at den datter, vi kender til, er født.
Ifølge Florence of Worcester og Saxo Grammaticus hed hans far Bjørn (latin: Ursius), men hans fædrene ophav derudover er mere omtvistet.
Der er ikke overleveret noget navn på en ægtefælle (forskellige steder på internettet florerer dog navnet Sigrid (fra Halland) som navnet på Thorgils' ægtefælle, uden at der dog angives nogen pålidelig kilde), men det er ikke urimeligt at antage, at enten Thorgils' svigermor eller måske sågar hans egen mor bar navnet Gytha (Gȳða), da dette navn jævnligt bliver brugt blandt flere generationer af hans efterslægt (begyndende med hans datter).
Enkelte nutidige skribenter vil vide, at han faldt i slaget ved Svold. I så fald ville hans dødsår kunne sættes til år 1000, men det ser ud til, at denne oplysning bygger på et fabrikeret grundlag og nok i udgangspunkt stammer fra Ohlmarks' roman.
Om Thorgils kan det nok antages, at han er død før 1009, da en af hans sønner optræder som en af lederne ved englandstogtet det år, og da Thorgils' selv altid benævnes i datid i de sagaer, hvor han nævnes, er det næppe forkert at slutte, at han er død, før sønnerne selv begyndte at udmærke sig.

## Børn og efterslægt
Det, der for eftertiden har gjort Thorgils interessant, er, at to af Thorgils' børn blev forældre til i alt to konger og en enkelt dronning. Af børnene blev Ulf jarl jarl af England og siden jarl af Danmark gift med Knud den Stores søster Estrid. Estrid og Ulf havde sønnen Svend, der i 1047 blev konge af Danmark og dermed stamfar til middelalderens danske konger.
Datteren Gytha blev gift med Godwin, jarlen af Wessex, hvis ene søn Harold var konge af England fra januar til oktober 1066. Skønt Harold kun var konge i kort tid, og to af hans brødre faldt i slaget ved Hastings ligesom han selv (broderen Tostig var allerede faldet i slaget ved Stamford Bridge måneden før), findes der i dag en talrig efterslægt efter Gytha og Godwin, så vel snart sagt ethvert nuværende eller tidligere europæisk fyrstehus nedstammer fra dem (heriblandt Valdemar den Stores mor Ingeborg af Novgorod). Gytha og Godwins datter Edith af Wessex blev gift med den engelske konge Edvard Bekenderen og var engelsk dronning fra 1045 til 1066 og derefter enkedronning til sin død i 1075. Edith og Edvard fik ingen børn.
En anden søn var, såfremt oplysningerne om slægtsskabet er pålidelige, Eilaf jarl (også kaldet Eilif, Ejlif, Ejlaf og Eglaf), der nævnes i forskellige sammenhænge med sin bror Ulf jarl, og som deltog på adskillige togter, og som også underskrev forskellige diplomer i 1020'erne (uden at dog slægtskabsforholdet fremgår ved sådanne lejligheder).
Navnet Thorgils ser ikke ud til at have været anvendt særlig ofte i efterslægten. Der er faktisk i de forskellige kilder kun én enkelt forekomst af en efterkommer, der er opkaldt efter Thorgils. Det er en af Svend Estridsens mange sønner (altså et oldebarn af Thorgils Sprakeleg), der fik navnet Thorgils, og som senere slog sig ned mod øst i Gardarige ifølge knýtlingesaga.
Det måske mest tydelige eksempel på betydningen af et fælles slægtsskab gennem Thorgils Sprakeleg ses i Vladimir 2. Monomakhs ægteskab med Gytha af Wessex. Ægteskabet blev formidlet af Svend Estridsen, der var beslægtet med Gytha gennem Thorgils Sprakeleg. Den efterfølgende konsekvens blev, at Svend Estridsens barnebarn Knud Lavard senere blev gift med Vladimir Monomakhs barnebarn Ingeborg, og de fik sammen sønnen Valdemar, der således blev den første danske konge, der nedstammede fra Thorgils på såvel fædrene som mødrene side.

## Teorier om Thorgils' afstamning
Saxo lader Thorgils' far Bjørn være frugten af en forbindelse mellem en bjørn og en ikke-navngiven fager svensk jomfru.
Senere genealogiske overvejelser (vistnok først fremsat af de danske historikere P. F. Suhm og Jacob Langebek) vil sætte et lighedstegn mellem Thorgils' far Bjørn og den svenske kongesøn Styrbjørn eller Styrbjørn den Stærke, der var søn af den svenske konge Olof Björnsson og gift med Harald Blåtands datter Thyra (en af Harald Blåtands egne ægtefæller på sin side var Styrbjørns søster). Således skulle den danske kongeslægt i middelalderen (fra 1047 til 1412) nedstamme på fædrene side fra den første historisk kendte svenske kongeslægt (der i Sverige går under betegnelser som Björn Järnsidas ätt, Munsöätten og flere andre betegnelser, og som uddøde på mandslinjen omkring 1060).
Ingen kilder understøtter dog direkte et sådant slægtskab, og skønt der kan føres plausible begrundelser til støtte for teorien, så kan der også føres ligeså mange argumenter imod denne (f.eks. omtaler såvel Saxo som knytlingesagaen både Thorgils og Styrbjørn uden på nogen måde at antyde et slægtskab).

## Thorgils i litteraturen
Den skånske forfatter Åke Ohlmarks lader i sin roman-saga Konungariket Skånes Undergång fra 1975 Torgils Sprakalägg være den sidste konge (989-1000) i et formodet selvstændigt skånsk rige. Thorgils er i denne fortælling søn af Toke Gormsson (søn af Gorm Skåning og sønnesøn af Guldharald). Ohlmarks lader Thorgils være gift med en Ragnfrid.
I Claus Deleurans tegneserieversion af Danmarkshistorien, Illustreret Danmarkshistorie for Folket, kan man på side 379 (bind 9 (bind 3 i den nyere kompakte udgave)) finde en tegning af en ung Thorgils sammen med sin far Bjørn.

## Fodnoter
1. ↑  Der er seks kendte danske runesten med navnet Þórgísl. Af disse seks Þórgísl-forekomster på runesten er det kun for én af disse runestens vedkommende (Lundagårdsstenen), at forsøg har været gjort på at fastslå en sammenhæng mellem den på stenen forekommende Þórgísl og så Thorgils Sprakeleg. Nationalmuseet oversætter konsekvent Þórgísl til det kendte mandsnavn Troels. Ludvig F. A. Wimmer er i sit værk De danske Runemindesmærker (1893-1908) dog mindre tilbøjelig til at lægge sig fast på én bestemt gengivelse til en nutidig navneform af de navneformer, der forekommer i selve runeindskrifterne. Wimmer angiver endvidere, at en alternativ læsning af Þórgísl kan være Þórkísl.
2. ↑  J.G.F. Ræder omtaler i sin bog fra 1871 Svend Estridsens farfar på følgende måde: "...Bedstefaderen, Thorgils Spragelæg omtales kun lidt, skjøndt paa en saadan Maade, at han maa have været en betydelig Mand;"[3]
3. ↑  Det kunne lade til, at nogen på et tidspunkt har udviklet en teori om, at Thorgils enten i virkeligheden skulle have båret et andet navn og/eller være ud af en anden afstamning, end det kilderne siger (eller det som har været forfægtet som en konkurrerende alternativ teori gennem nogle hundrede år – Styrbjørn-teorien) og/eller helt igennem være identisk med en helt anden person. I denne proces (eller i et af leddene af denne proces) har det så været muligt at forbinde Thorgils med en hustru, der, om hun ikke helt igennem er en tankekonstruktion, så i hvert fald ud fra accepterede historiske kendsgerninger må siges at være helt fejlplaceret. Det nærmeste, man kan komme et navn eller en benævnelse for/af Thorgils' hustru, er, såfremt man accepterer vurderingen af, at Thorgils' svigermor kunne have heddet Gytha, at man kunne kalde hende ved den lidt løjerlige sammensætning: "(måske) N.N. Gydasdatter".